# جون غافني
جون غافني (بالإنجليزية: John Gaffney)‏ هو لاعب كرة قاعدة أمريكي، ولد في 29 يونيو 1855، وتوفي في 8 أغسطس 1913.